# Erdélyi kopó
Erdélyi kopó (eller transsylvansk stövare) är en hundras från Ungern. Den är en drivande hund av braquetyp som används som ensamdrivande hund på rödräv, hare och vildsvin samt även rovdjur som brunbjörn och lodjur. Rasen har sitt ursprung i Transsylvanien och Karpaterna. Tidigare fanns den i två varianter; en högbent, medelstor och en lågbent. Efter andra världskriget var rasen närmast utdöd och den lågbenta försvann helt. 1968 återfanns ett fåtal individer vid en hundutställning i Budapest.
Erdélyi kopó har svart färg med röd-vit teckning, mankhöjden är 55–65 cm mankhöjd och vikten 30–35 kg. Hunden är atletiskt byggd. Den korta glansiga pälsen kräver inte någon särskild omvårdnad. Rasen skäller inte i onödan och har ett lugnt temperament för övrigt. Den är reserverad mot främlingar men väldigt lekfull och tillgiven tillsammans med sin familj.[källa behövs]
Den lågbenta varianten var rödhårig till gul med vita tecken, mankhöjd 45–50 cm, vikt  22–25 kg. Vissa menar att denna variant fortfarande existerar och avel bedrivs.